# Lecteria upsilon
Lecteria upsilon är en tvåvingeart som beskrevs av Alexander 1969. Lecteria upsilon ingår i släktet Lecteria och familjen småharkrankar. Inga underarter finns listade i Catalogue of Life.